# Иоцич, Живоин Ильич
Живоин Ильич Иоцич (серб. Zivojin Jocic; 6 октября 1870, Парачин ‒ 23 января 1914, Белград) — югославский учёный, химик-органик сербского происхождения.
Принимал участие в работе так называеможго «Малого химического общества» (1892—1905).
В 1898 году окончил Санкт-Петербургский университет и был оставлен при нём. На рубеже веков работал ассистентом в Петроградском университете. Развил идеи своего учителя А. Е. Фаворского о механизме изомеризации непредельных углеводородов.
Летом 1913 выехал на отдых в Сербию, где заболел и умер.

## Научная деятельность
Исследования посвящены синтезу и изомеризации непредельных, главным образом ацетиленовых углеводородов. Показал (1897) возможность превращения метил- аллена при действии спиртовой щелочи в диметилацетилен, а при действии металлический металлического натрия — в производные этилацетилена. Открыл (1898) реакцию превращения при действии цинковой пыли
α-галогензамещенных спиртов в непредельные углеводороды. Разработал способ получения галогензамещенных спиртов. Открыл (1902) реакцию взаимодействия ацетиленовых углеводородов с магнийорганическими соед., при которой образуются алкенил- и диалкенилмагнийгалогениды (комплексы Иоцича). Указал, таким образом, пути синтеза многих ацетиленовых и диацетиленовых соед. Разработал (1908) метод синтеза кислот ацетиленового ряда посредством магнийорганических комплексов. Открыл некоторые новые ацетиленовые соединения. Получил легко полимеризующиеся несимметричные галогензамещенные углеводороды.

## Избранные труды
- Исследование метилаллена, «Журнал Русского физ.-хим. об-ва. Часть химическая», 1897, т. 29, вып. 2;
- Действие цинковой пыли на спиртовые растворы альфа-галоидозамещенных спиртов и цинковых стружек на спиртовые растворы их уксусных эфиров, там же, 1898, т. 30, вып. 8—9 (совм. с А. Е. Фаворским).